# 6983776800
6983776800 は自然数、また整数において、6983776799の次で6983776801の前の数である。

## 性質
- 6983776800 は合成数であり、約数を2304個もつ。
- 1を含めて76番目の高度合成数であり、1つ前は5587021440、次は10475665200。
  - 55番目の超過剰数である。1つ前は3491888400、次は13967553600。
  - 15番目の巨大過剰数である。1つ前は367567200、次は160626866400。
- 1 から 22 までの全ての整数と 25, 27, 32 の最小公倍数である。
- d(n) を n の約数の個数とする。このとき、

{\displaystyle \limsup _{n\to \infty }{\frac {\log d(n)\log \log n}{\log n}}=\log 2}
であることが知られているが、 上極限中の分数値は {\displaystyle n=6983776800} のときに最大値を取り、その値は {\displaystyle 1.0660186\ldots } である。